# André Grasset de Saint-Sauveur, fils
Pour les articles homonymes, voir Grasset et Saint-Sauveur.
André Grasset de Saint-Sauveur, né le 3 avril 1758 à Montréal et mort le 2 septembre 1792 à Paris, est un religieux qui a été béatifié en 1926.

## Biographie
La famille Grasset de Saint-Sauveur est arrivée à Québec en 1749. Trois ans plus tard, elle se déplace à Montréal.
C'est dans cette ville qu'André Grasset (fils) est né le 3 avril 1758. Il est baptisé à l'église Notre-Dame par M. Jollivert, prêtre de Saint-Sulpice. Il était le fils d'un ancien secrétaire de M. de Rigaud et de M. de Vaudreuil, tous deux gouverneurs de Montréal, et le frère de Jacques Grasset de Saint-Sauveur.
Or, après la guerre de la Conquête, la famille Grasset retourne en France.
André Grasset y grandit et est ordonné prêtre. Il devient chanoine et trésorier de la cathédrale de Sens alors que la Révolution va commencer.
Comme bien des membres du clergé, André Grasset refuse de prêter serment à la constitution civile du clergé. Il doit alors se retirer chez les Eudistes à Paris. Il est égorgé avec cent quatre-vingt-dix ecclésiastiques, à la prison des Carmes, lors des massacres de septembre 1792.
Le 17 octobre 1926, il est béatifié par le pape Pie XI.
Moins d'un an après la béatification, le collège André-Grasset ouvre à Montréal, sur le boulevard Crémazie.

### Articles liés
- Jacques Grasset de Saint-Sauveur
- Massacres de Septembre